# Dorotea
Dorotea er en kirke-/industriby i det sydlige Lappland (Västerbottens län), Sverige; Den ligger 330 moh., og  er administrationsby i Dorotea kommun og havde  1643 indbyggere (2010). Her bygges campingvognene Solifer og Polar af SoliferPolar Koncernen, ligesom der fremstilles fortelte til campingvogne af firmaet Svenska Tält AB.
Dorotea ligger ved  E45 og jernbanelinjen  Inlandsbanan, ca. 180 km nordøst for Östersund